# Рагозино (Омская область)
Раго́зино — село в Седельниковском районе Омской области. Административный центр Рагозинского сельского поселения.

## История
Основано в 1834 году. В 1928 году состояло из 145 хозяйств, основное население — русские. В административном отношении село являлось центром Рагозинского сельсовета Седельниковского района Тарского округа Сибирского края.

## Население
| 1926 | 2010 |
| ---- | ---- |
| 757  | ↘445 |

## Улицы
| - пер. 1-й, - пер. 2-й, - ул. Заозёрная, - ул. Зелёная, - ул. Новая, | - ул. Партизанская, - ул. Петрова, - ул. Рагозиных, - ул. Советская, - ул. Школьная. |